# Shangela
Shangela o Shangela Laquifa Wadley (Paris, Texas, 22 de novembre de 1981), nom artístic de Darius Jeremy "D.J." Pierce, és una drag queen estatunidenca, personalitat de televisió i artista, més conegut per haver competit a RuPaul's Drag Race.
Shangela va ser la primera concursant eliminada de la segona temporada i va tornar com a concursant sorpresa a la tercera temporada del programa, en què va quedar en sisena posició. Va tornar una vegada més al format, a la tercera temporada de RuPaul's Drag Race: All Stars, en què va acabar en el tercer lloc al costat de la guanyadora de la primera temporada, BeBe Zahara Benet. Shangela també ha fet diverses aparicions a la televisió i actua regularment als Estats Units i al Canadà. El juny de 2019, un jurat de la revista New York va situar Shangela en segona posició a la seva llista de "les drag queens més poderoses d'Amèrica", un rànquing de 100 exconcursants de Drag Race.
Després de Drag Race, Shangela va aparèixer en nombroses sèries de televisió, incloses Community (2011), 2 Broke Girls (2012), Glee (2012), Bones (2014), The X-Files (2016) i Broad City (2019). També va aparèixer a la pel·lícula comèdia Hurricane Bianca (2016), a la seqüela Hurricane Bianca: From Russia with Hate (2018) i al drama musical A Star is Born (2018). El 2019, representant A Star Is Born als 91è Premis de l'Acadèmia, es va convertir en la primera drag queen a caminar per la catifa vermella dels Oscars. El 2020, Shangela va començar a col·laborar al programa d'HBO We're Here, al costat de les altres concursants de Drag Race Bob the Drag Queen i Eureka O'Hara.